# Verjívtseve
Verjívtseve (en ucraniano: Верхівцеве) es una ciudad ucraniana perteneciente al óblast de Dnipropetrovsk. Situada en el centro del país, es parte del raión de Kamianské y centro del municipio (hromada) homónimo.

## Toponimia
El nombre del lugar en ruso es Verjóvtsevo (en ruso: Верховцево).

## Geografía
Verjívtseve se encuentra 28 kilómetros al este de Kamianské y a 54 kilómetros al este de Dnipró.

## Historia
La ciudad fue fundada en 1884 a partir de la estación ferroviaria de Liubomirivka, durante la construcción del ferrocarril que unía las minas de carbón del Dombás con las minas de hierro de Krivbas. Su primer nombre provenía de su antiguo propietario, Lubomir. En 1904 fue rebautizada con el nombre de Verjívtseve en honor de Alexander Verjóvtsev, ingeniero de los ferrocarriles. 
Durante las décadas de 1920 y 1930, el desarrollo del pueblo de Verjíivtseve estuvo estrechamente relacionado con la estación de tren. El 28 de octubre de 1938, el pueblo recibió el estatus de asentamiento de tipo urbano.  
Durante la Segunda Guerra Mundial, Verjíivtseve fue ocupada por la Wehrmacht alemana el 13 de agosto de 1941 y recuperada por el Ejército Rojo el 23 de octubre de 1943. 
Verjíivtseve recibió el estatuto de ciudad en 1956 por ser un importante nudo ferroviario.
Verjívsteve fue parte del raión de Verjnodniprovsk hasta 2020, año en el que se hizo una reforma administrativa que redujo el número de raiones del óblast de Dnipropetrovsk a siete, y la ciudad pasó a ser parte del raión de Kamianské.

## Demografía
La evolución de la población de Verjívsteve entre 1939 y 2022 fue la siguiente:
| 9095                                                          | 15 975 | 12 843 | 11 695 | 11 246 | 10 142 | 10 033 | 9948 |
| (Fuente: Cities & Towns of Ukraine y UKRAINE: Größere Städte) |        |        |        |        |        |        |      |

Según el censo de 2001, el 87,95% de la población son ucranianos y el 9,9% son rusos. En cuanto al idioma, la lengua materna de la mayoría de los habitantes, el 86,67%, es el ucraniano; del 45,9% es el ruso.

## Infraestructura

### Transporte
La ciudad tiene una estación de tren en la línea ferroviaria Krivói Rog-Yasinuvata y por ella pasa la carretera T-0429.